# 봄내초등학교
봄내초등학교(봄내初等學校)는 대한민국 강원특별자치도 춘천시 석사동에 있는 공립 초등학교이다.

## 학교 연혁
- 2000년 3월 1일: 봄내초등학교 설립 인가
- 2000년 3월 1일: 초대 이기호 교장 취임
- 2001년 2월 17일: 제1회 졸업식(총161명 졸업)
- 2002년 2월 19일: 제2회 졸업식(총376명 졸업)
- 2002년 3월 1일: 강원도 교육청 연구 학교 지정
- 2003년 2월 13일: 제3회 졸업식(총 597명 졸업)
- 2004년 2월 13일: 제4회 졸업식(총 804명 졸업)
- 2004년 3월 1일: 제2대 변순길 교장 취임
- 2005년 2월 16일: 제5회 졸업식(총 1045명 졸업)
- 2005년 3월 1일: 교육부지정 교생실습 대용학교 지정
- 2005년 9월 1일: 제3대 이교민 교장 취임
- 2006년 2월 17일: 제6회 졸업식(총 1324명 졸업)
- 2007년 2월 16일: 제7회 졸업식(총 1594명 졸업)
- 2007년 3월 1일: 제4대 윤재홍 교장 취임
- 2008년 2월 17일: 제8회 졸업식(총 1894명 졸업)
- 2009년 2월 13일: 제9회 졸업식(총 2187명 졸업)
- 2009년 9월 1일: 제5대 정철 교장 취임
- 2010년 2월 12일: 제10회 졸업식(총 2493명 졸업)
- 2010년 3월 1일: 교육부지정 교생실습 대용학교 지정
- 2011년 2월 11일: 제11회 졸업식(총 2787명 졸업)
- 2011년 3월 1일: 제6대 황도근 교장 취임
- 2011년 3월 1일: 교육부지정 교생실습 대용학교 지정
- 2012년 2월 10일: 제12회 졸업식(총 3083명 졸업)
- 2012년 3월 1일: 교육부지정 교생실습 대용학교 지정
- 2013년 2월 8일: 제13회 졸업식(총 3376명 졸업)
- 2013년 3월 1일: 교육부지정 교생실습 대용학교 지정
- 2014년 2월 14일: 제14회 졸업식(총 3746명 졸업)
- 2014년 3월 1일: 제7대 이열우 교장 취임
- 2014년 3월 1일: 교육부지정 교생실습 대용학교 지정
- 2015년 2월 12일: 제15회 졸업식(총 3962명 졸업)
- 2015년 3월 2일: 교육부지정 교생실습 대용학교 지정
- 2016년 2월 12일: 제16회 졸업식(총 4166명 졸업)
- 2016년 3월 2일: 강원도 교육청지정 연구학교 (법교육)

## 참고 자료
- 봄내초등학교 - 한국교육학술정보원 학교알리미